# بادي روبرتس
بادي روبرتس (بالإنجليزية: Buddy Roberts)‏ هو مصارع محترف أمريكي، ولد في 16 يونيو 1945 في فانكوفر في كندا، وتوفي في 29 نوفمبر 2012 في شيكاغو في الولايات المتحدة بسبب ذات الرئة.

## وصلات خارجية
- بادي روبرتس على موقع WrestlingData.com (الإنجليزية)
- بادي روبرتس على موقع CageMatch worker (الإنجليزية)
- بادي روبرتس على موقع قاعدة بيانات المصارعة على الإنترنت (الإنجليزية)
- بادي روبرتس على موقع عالم المصارعة على الإنترنت (الإنجليزية)
- بادي روبرتس على موقع عالم المصارعة على الإنترنت (الإنجليزية)

- بادي روبرتس على موقع IMDb (الإنجليزية)
- بادي روبرتس على موقع ميوزك برينز (الإنجليزية)
- بادي روبرتس على موقع قاعدة بيانات الفيلم (الإنجليزية)